# Beillé
 Beillé  es una comuna y población de Francia, en la región de Países del Loira, departamento de Sarthe, en el distrito de Mamers y cantón de Tuffé.
Está integrada en la Communauté de communes du Pays de l'Huisne Sarthoise.

## Demografía
| 536 | 440 | 376 | 327 | 344 | 388 |
| Para los censos de 1962 a 1999 la población legal corresponde a la población sin duplicidades (Fuente: INSEE [Consultar]) |     |     |     |     |     |